# Assadâbâd
Assadâbâd, ou Asaad Abâd, ville d'Afghanistan et chef-lieu de la province de Kounar et se trouve au confluent de la Pech et de la Kunar.
Région très montagneuse en bordure de la frontière pakistanaise, Assadâbâd est une ville commerçante. La passe de Nawa est un lieu de passage très fréquenté, située au nord de la passe de Khyber.

## Personnalités liées à la commune
- Jamal-al-Din Afghani, intellectuel afghan